# یوسبیو آیالا
یوسبیو آیالا (اسپانیایی: Eusebio Ayala‎؛ ۱۴ اوت ۱۸۷۵ – ۴ ژوئن ۱۹۴۲) یک سیاست‌مدار، دیپلمات و وکیل اهل پاراگوئه و دو دوره از نوامبر ۱۹۲۱ تا آوریل ۱۹۲۳ و از اوت ۱۹۳۲ تا فوریه ۱۹۳۶ رئیس‌جمهور این کشور بود. وی که از اعضای حزب لیبرال پاراگوئه بود توسط رافائل فرانکو سرنگون و به بوئنوس آیرس فرار کرد.